# بلدة أمريكان (مقاطعة ألين)
بلدة أمريكان هي واحدة من اثنتي عشرة بلدة في مقاطعة ألين، أوهايو، الولايات المتحدة. وجد تعداد عام 2010، 14381 شخصًا في البلدة (باستثناء ليما)، يعيش 12476 منهم في الأجزاء غير المدمجة من البلدة.

## الاسم والتاريخ
إنها البلدة الأمريكية الوحيدة على مستوى الولاية. تم تسمية بلدة أمريكان على اسم بلدة ألمانية. عام 1918 نجح مواطنو البلدة في تقديم التماس لتغيير الاسم، بسبب غرق لوسيتانيا. وأشار الالتماس إلى المشاعر المعادية للألمان باعتبارها السبب الرئيسي للطلب.

## روابط خارجية
- الموقع الرسمي لبلدة American Township
- موقع مقاطعة ألين